# VII Krajowy Festiwal Piosenki Polskiej w Opolu
VII Krajowy Festiwal Piosenki Polskiej w Opolu odbył się w dniach 26-29 czerwca 1969. Wystąpiło ok. 330 wykonawców. Scenografię w amfiteatrze projektowali Teresa i Janusz Zygadlewiczowie. Jury przewodniczył Mirosław Dąbrowski. Festiwal rozpoczął się koncertem, który był muzycznym wspomnieniem minionego ćwierćwiecza.

## KoncertNa prawo most, na lewo most26.06.1969 godz. 20:30
- Zapowiadają: Edyta Wojtczak i Janusz Budzyński Orkiestra PRiTVP p/d. Bogusława Klimczuka i Stefana Rachonia
- Mieczysław Fogg - Pierwszy siwy włos
- Teresa Tutinas - Jutro Warszawa
- Halina Kunicka - Mój pierwszy bal
- Jarema Stępowski - Na prawo most, na lewo most
- Tadeusz Woźniakowski - Murarska piosenka
- Maria Koterbska - Wrocławskie tramwaje
- Halina Frąckowiak - Wesoły pociąg
- Sława Przybylska - Pamiętasz była jesień
- Maciej Koleśnik - Komu piosenkę
- Kasia Sobczyk - Nie bądź taki szybki Bill
- Kasia Sobczyk - O mnie się nie martw
- Rena Rolska - Na Francuskiej
- Skaldowie

1. Warszawski dzień
2. Czerwony autobus
3. Pójdę na stare miasto
4. Jak przygoda to tylko w Warszawie
5. Warszawa da się lubić

## Maraton kabaretowy 26.06.1969
podczas koncertu przedstawiono 28 piosenek
- Iga Cembrzyńska – Opuszczone gniazdo
- Tadeusz Chyła
- Jan Pietrzak – Wszyscy o wszystkich
- Maryla Rodowicz
- Wojciech Siemion
- Marek Grechuta – Nie dokazuj
- Jonasz Kofta – Ptaki pytaki
- Silna Grupa pod Wezwaniem

## KoncertKażdy kiedyś zaczynał – Debiuty27.06.1969
- Jolanta Marciniak
- Elżbieta Jodłowska
- Magda Umer – Jedź na urlop Romeo
- Amazonki - Motyle
- Danuta Sobik – Wiatr, wiosenny gitarzysta
- Elżbieta Żakowicz
- Maria Taubert
- Ewa Śnieżanka – Rozwinęła macierzanka
- Mirosław Milejski – Księżniczka
- Liliana Urbańska – Ballada o violi da gamba
- Elżbieta Żakowicz – Sezamowe klechdy
- Klan - Z brzytwą na poziomki
- Elar (Waldemar Domagała) - Gdyby wszystkie kwiaty[2]

## KoncertPrzeboje sezonu27.06.1969
- Zapowiadają: Edyta Wojtczak i Janusz Budzyński Orkiestra PRiTVP p/d. Bogusława Klimczuka i Stefana Rachonia
- Ala Eksztejn - Mój płacz ukoi wiatr
- Halina Frąckowiak i ABC - Napisz proszę
- Kasia Sobczyk i Czerwono-Czarni - Hipopotam
- Jacek Lech i Czerwono-Czarni - Gdzie szumiące topole
- Grażyna Litwin i Wiślanie 69 - Kiedyś przecież spotkamy się znów
- Tadeusz Woźniakowski - Menażka
- Maciej Kosowski - Domowe strachy
- Dana Lerska - Wiwat na gody
- Ewa Śnieżanka - Rozwinęła macierzanka
- Amazonki i Heliosi - Motyle
- Regina Pisarek - Nie warto było
- Edward Hulewicz i Heliosi - Obietnice
- Nela Obarska - Biało czerwona
- Teresa Tutinas - Na ulicy Miedzianej
- Irena Santor - Nadleciał wiatr
- Marek Grechuta - Niepewność
- Czerwone Gitary[3]

1. Tak bardzo się starałem
2. Biały krzyż
3. Powiedz stary gdzieś ty był

- Breakout

1. Gdybyś kochał hej
2. Na drugim brzegu tęczy

- Alibabki - Kwiat jednej nocy
- Skaldowie

1. Cała jesteś w skowronkach
2. Medytacje wiejskiego listonosza
3. Prześliczna wiolonczelistka

- Trubadurzy

1. Nie przynoś mi kwiatów dziewczyno
2. Ej sobótka, sobótka
3. Tajemnica pamiętnika

- Filipinki

1. Wiosna majem wróci
2. Weselmy się

## KoncertPremiery28.06.1969, godz 20:30
Przedstawiano 16 piosenek w dwóch różnych aranżacjach
- Skaldowie

1. Nadejdziesz od strony mórz
2. Był taki czas

- Zofia Kamińska - Nadejdziesz od strony mórz
- Piotr Fronczewski – Był taki czas
- Maryla Lerch – Pejzaże twoich oczu
- Zbigniew Rogowski i Klan - Pejzaże twoich oczu
- Breakout – Poszłabym za tobą
- Anna Kareńska - Poszłabym za tobą
- ABC – Czekam tu
- Alibabki – Czekam tu
- Edward Hulewicz – Może to ty
- Rena Rolska – Może to ty
- Stanisława Celińska – Ptakom podobni
- Stenia Kozłowska – Ptakom podobni
- Jolanta Borusiewicz – Hej dzień się budzi
- Tadeusz Woźniak – Hej dzień się budzi
- Czerwone Gitary – Trzymając się za ręce[4]
- Urszula Sipinska – Trzymając się za ręce
- Alicja Eksztajn – Srebrne wesele
- Wiktor Zatwarski – Srebrne wesele
- Joanna Rawik - Romantyczność
- Partita - Romantyczność
- Anna Pietrzak - Nie traćmy ani chwili
- Trubadurzy - Nie traćmy ani chwili
- Jacek Lech i Czerwono-Czarni- Cienie
- Waldemar Kocoń - Cienie
- Maryla Rodowicz - Za duże buty
- Jerzy Braszka i Jerzy Matałowski - Za duże buty
- Trubadurzy - Jest Warszawa
- Regina Pisarek - Jest Warszawa
- Teresa Tutinas - Nie pojadę z tobą na wieś
- Jolanta Marciniak- Nie pojadę z tobą na wieś

Koncert prowadziła Bożena Walter

## KoncertPrzeboje Polskich Nagrań28.06.1969
- Czerwone Gitary

1. Dozwolone od lat 18-stu[5]
2. Takie ładne oczy (BIS)

- Skaldowie

1. Bas
2. Dwadzieścia minut po północy
3. Wszystko mi mówi, że mnie ktoś pokochał (BIS)

- Mieczysław Fogg – Francois (BIS)
- Marek Grechuta

1. Serce
2. Tango Anawa

- Kazimierz Grześkowiak

1. Kawalerskie noce
2. Requiem dla Janicków

- Rena Rolska – Za horyzontem
- Trubadurzy

1. Znamy się tylko z widzenia
2. Dziewczyna i pejzaż (BIS)

- Teresa Tutinas – Jak cię miły zatrzymać
- Halina Kunicka

1. To nie o to nam chodziło
2. Wiatr kołysze gałązkami

- Jarema Stępowski

1. Cyrk na Ordynackiej (BIS)
2. Statek do Młocin (BIS)

- Urszula Sipińska – Zapomniałam=
- Irena Santor – Zapamiętaj, że to ja(BIS)
- Stenia Kozłowska – Czy to walc
- Wojciech Młynarski

1. Nie ma jak u mamy
2. Dziewczyny bądźcie dla nas dobre na wiosnę

- Tadeusz Woźniakowski - Smutno Ci, gorzko Ci
- Hagaw

1. Powiedział, że twarda
2. Cichutko płaczę

- Jan Pietrzak - Za trzydzieści parę lat

## KoncertMikrofon i Ekran29.06.1969
1. Alibabki – Kwiat jednej nocy
2. ABC – Czekam tu
3. Stanisława Celińska – Ptakom podobni
4. Maryla Rodowicz – Mówiły mu
5. Filipinki i Bez Atu – Weselmy się
6. Czerwone Gitary – Biały krzyż[6]
7. Skaldowie – Medytacje wiejskiego listonosza
8. Irena Santor – Nadleciał wiatr
9. Joanna Rawik – Romantyczność
10. Jolanta Borusiewicz – Hej dzień się budzi
11. Wiktor Zatwarski – Srebrne wesele
12. Stenia Kozłowska – Czy to walc
13. Breakout
  - Gdybyś kochał hej
  - Na drugim brzegu tęczy
14. Magda Umer – Jedź na urlop, Romeo
15. Silna Grupa pod Wezwaniem – Pastuszki i gąski

## Laureaci
- Biały krzyż (muz. Krzysztof Klenczon/sł. Janusz Kondratowicz) – wykonanie: Czerwone Gitary (nagroda Ministra Kultury i Sztuki)
- Medytacje wiejskiego listonosza (Andrzej Zieliński/sł. Leszek A. Moczulski) – wykonanie: Skaldowie (nagroda Prezydium WRN w Opolu)
- Kwiat jednej nocy (muz. Juliusz Loranc/sł. Jonasz Kofta) – wykonanie: Alibabki (nagroda Przewodniczącego Komitetu ds. RiTV)
- Czekam tu (muz. Henryk Klejne/sł. Wojciech Młynarski) – wykonanie: Halina Frąckowiak i Grupa ABC (nagroda Polskiego Radia)
- Wesele (muz. Marek Grechuta/sł. Stanisław Wyspiański) – wykonanie: Marek Grechuta i zespół Anawa (nagroda Telewizji Polskiej)

### Nagroda specjalna Przewodniczącego Komitetu ds. RiTV za piosenki
- Dziwny jest ten świat (Czesław Niemen)
- Uciekaj, uciekaj (Andrzej Zieliński/Leszek Moczulski)

### Wyróżnienia
- Ptakom podobni (Roman Orłow/Ścisłowski) – wykonanie: Stanisława Celińska
- Mówiły mu (Stefan Rembowski/Andrzej Bianusz) – wykonanie: Maryla Rodowicz
- Ej sobótka, sobótka – wykonanie: Trubadurzy
- Hej dzień się budzi (Gaertner/Klejny) – wykonanie: Jolanta Borusiewicz, Alibabki i zespół Bumerang
- Srebrne wesele (Rembowski/Fiszer) – wykonanie: Wiktor Zatwarski
- Wiatr, wiosenny gitarzysta (Sadowski/Kubiak) – wykonanie: Magda Umer
- Nadleciał wiatr – wykonanie: Irena Santor
- Weselmy się – wykonanie: Filipinki

### Inne
- Nagroda za debiut: Stanisława Celińska
- Nagroda za aranżację: Andrzej Zieliński – piosenki Skaldów, Leszek Bogdanowicz
- Nagroda Polskiej Federacji Jazzowej: zespół Breakout i Włodzimierz Nahorny
- Wyróżnienia za debiuty: Amazonki, Elżbieta Żakowicz, Maria Taubert, Magda Umer, Danuta Sobik
- Nagrody dziennikarzy: Joanna Rawik za Romantyczność oraz Silna Grupa pod Wezwaniem (Tadeusz Chyła, Kazimierz Grześkowiak, Jacek Nieżychowski, Andrzej Zakrzewski)